# Strom Anne Frankové
Strom Anne Frankové byl jírovec maďal (Aesculus hippocastanum) v Amsterdamu, který byl podrobně popsán v Deníku Anne Frankové. Tento strom byl jedním z mála kousků přírody, které mohla mladá dívka vidět ze zadního traktu domu, kde se s rodinou ukrývala během okupace Nizozemska německými jednotkami. Strom padl 23. srpna 2010 po silné bouři.
Anne Franková ve svém deníku psala, jak ji pohled na strom naplňoval nadějí a útěchou. Kaštan, jehož stáří se odhaduje na 150 až 170 let, byl pravděpodobně jedním z nejstarších kaštanů v Amsterdamu. Strom se musel několik let vyrovnávat s napadením houbami i klíněnkou.

## Záchranné práce
Obavy o zdraví stromu existovaly minimálně od roku 1993, kdy analýza půdy odhalila, že prosakující odpad z nedaleké podzemní nádrže na palivo ohrožuje kořenový systém stromu. V té době město Amsterdam utratilo 160 000 eur na program sanace půdy na záchranu stromu. Strom byl napaden poměrně agresivním druhem houby lesklokorky ploské (ganoderma applanatum), která způsobuje hnilobu dřeva a tím výrazně narušuje stabilitu stromu. Napadení klíněnkou jírovcovou navíc způsobuje předčasné hnědnutí a opad listů. Dne 26. května 2005 byla koruna stromu silně prořezána poté, co půlroční šetření dendrologa dospělo k závěru, že je to nejlepší způsob, jak zajistit stabilitu stromu. Nemoc však pokračovala. Studie z roku 2006 odhalila, že odhadem 42 % dřeva bylo shnilých. Vedení městské části Centrum pak uvedlo, že smrt stromu je nevyhnutelná. Doporučila majiteli nemovitosti získat povolení ke kácení stromu, aby se eliminovalo riziko zřícení tak velkého stromu. Mezitím však další vyšetřování, včetně dvou tahových zkoušek, ukázalo, že strom má stále dostatečnou stabilitu. Ani při větru o síle 11 stupňů by se nevyvrátil.
Strom Anne Frankové nejprve zachránili místní obyvatelé a sympatizanti, kteří spolu s Bomenstichting (Nadace stromů) vytvořili v roce 2006 pracovní skupinu a u soudu dosáhli toho, aby strom nebyl pokácen. Založili nadaci Support Anne Frank Tree Foundation, aby za něj převzali odpovědnost. Po dlouhých sporech s městskou správou se jim podařilo dosáhnout toho, aby strom zůstal stát a byl převeden na nadaci. Pro strom však bylo nutné postavit nosnou konstrukci. Dne 1. února 2008 převzala nadace péči o strom. Nosná konstrukce byla dokončena v dubnu 2008, bezplatně na ní pracovalo vícero stavebních firem. O kaštan se jménem nadace až do jeho konce staral mezinárodní tým renomovaných odborníků na stromy.

## Zánik
Dne 23. srpna 2010 se strom po vichřici rozlomil metr nad zemí a spadl i s lešením. Ve dnech 26. a 27. srpna byl rozřezán a odvezen.

## Odnože stromu
Ze stromu Anne Frankové byly zachráněny odnože, které lze zakoupit. V roce 2019 například zástupci OSN zasadili strom Anne Frankové před sídlem OSN v New Yorku. Na podzim 2019 byl také zasazen strom Anne Frankové v německé obci Uedelhoven.